# Азино (станция)
А́зино — железнодорожная станция Ижевского региона Горьковской железной дороги. Расположена в селе Азине Завьяловского района Удмуртии. Открыта в 1947 году. Расположена на линии Ижевск — Ува — Кильмезь. Восточнее станции железнодорожное полотно с севера на юг пересекает река Шурвайка.
Станция производит продажу билетов на пассажирские поезда. Прием и выдача багажа не производятся. Поезда дальнего следования через станцию не проходят.
По состоянию на 2021 год станция закрыта, второй путь разобран

## Пригородное следование по станции
Пригородные железнодорожные перевозки со станции осуществляются пассажирской компанией «Содружество». По состоянию на 2019 год станция обслуживает пригородные поезда, следующие из Увы до Ижевска по одному разу в день в каждом направлении.